# Periboeum metallicum
Periboeum metallicum är en skalbaggsart som beskrevs av Magno 1987. Periboeum metallicum ingår i släktet Periboeum och familjen långhorningar. Inga underarter finns listade i Catalogue of Life.